# Mark I (char)
Pour les articles homonymes, voir Mark I.
Le Mark I est un char britannique utilisé à partir de 1916, lors de la Première Guerre mondiale. Il fut le premier char d'assaut opérationnel au monde. 
Comme tous les modèles de sa série, sa forme rhomboïdale, conçue pour le franchissement des tranchées, ne permettait pas l'installation d'une tourelle qui l'aurait déséquilibré (la première tourelle armée sur un char apparut avec le Renault FT, mais existait avant cela sur plusieurs modèles d'automitrailleuses telles les Rolls-Royce ou l'A5P) : son armement était donc installé sur les côtés, dans deux extensions latérales. 
Il en existait deux versions : une appelée Male, armée de canons de 57 mm et de mitrailleuses, et une appelée Female (femelle), armée uniquement de mitrailleuses.
Le Mark I est facilement reconnaissable aux deux roues de franchissement à l'arrière du véhicule.

## Histoire

### Développement
Winston Churchill, alors Premier Lord de l'Amirauté, ordonne en février 1915 la création d’un groupe de travail, le Landships Committee, afin d’étudier la possibilité de créer des « cuirassés terrestres » pouvant mettre fin à l’enlisement dans lequel la Première Guerre mondiale était en train de s’embourber. Les travaux sont dirigés par William Tritton (en), directeur de la William Foster & Co. (en), une entreprise de tracteurs agricoles implantée à Lincoln, et Walter Wilson, un officier et ingénieur de la Royal Navy.
Tritton et Wilson mettent au point pendant l’été 1915 la Number One Lincoln Machine, qui est testée pour la première fois le 9 septembre 1915. Celle-ci prend la forme d’un caisson blindé doté d’une tourelle circulaire et monté sur un train de roulement fabriqué aux États-Unis par la Bullock Creeping Grip Tractor Company. Les chenilles de celui-ci, conçues pour des tracteurs commerciaux, se révèlent rapidement inadaptée à l’engin de 16 t, mais après plusieurs jours de travail intense, les deux inventeurs parviennent à produire le 22 septembre un modèle répondant à toutes leurs attentes. La Lincoln Machine, dont la tourelle a été retirée et qui a été rebaptisée Little Willie, sert alors à tester le nouveau train de roulement.
En parallèle, Wilson travaille sur un nouveau prototype amélioré dont une maquette en bois à taille réelle est présentée au War Office en septembre. Le prototype est construit pendant l’automne puis testé dans le Hertfordshire en janvier 1916. Il porte alors trois nom : sa désignation officielle est His Majesty’s Land Ship Centipede, l’Amirauté l’appelle Big Willie tandis qu’il est plus généralement surnommé Mother. Entre fin janvier et début février, Mother effectue plusieurs démonstrations couronnée de succès, ce qui incite l’Army Council à en commander cent exemplaires sous le nom de code tank. Une commande de cinquante exemplaires supplémentaires est par ailleurs encore passée en avril 1916. Le manque de canon ne permettant par ailleurs pas d’équiper tous les exemplaires prévus, le War Office décide également de faire deux versions : les véhicules Male armés de canons et les Female seulement équipés de mitrailleuses.

### Production
Pour la phase de production, le projet est transféré au Ministry of Munitions dépendant du War Office, bien que du personnel de la Marine reste affecté aux essais et au développement. Sur le plan opérationnel, la production est divisée entre la William Foster & Co. et la Metropolitan Carriage, Wagon and Finance Company, qui s’occupent de l’assemblage final. La première étant de taille assez modeste, elle ne doit produire que vingt-cinq tanks, tandis que la seconde sous-traite les soixante-quinze autres à sa filiale Oldbury Railway Carriage & Wagon Company, de même que les cinquante véhicules commandés ultérieurement. Le blindage provient principalement de la William Beardmore Company à Glasgow, mais d’autres producteurs se trouvent à Sheffield, tandis que les composants mécaniques sont fabriqués à Conventry, l’ensemble devant ensuite être envoyé à Lincoln et Birmingham. Cet éparpillement de la production n’est pas sans poser de problèmes de logistique.
Une fois les composants rassemblés, le montage commence par la construction d’une structure en cornières d’acier sur laquelle les plaques de blindage sont rivetées. Les composants internes, comme le moteur sont ensuite insérés dans la structure par le dessus puis le train de roulement. L’armement est monté en dernier avant de fermer la partie supérieure du véhicule.

### Histoire opérationnelle
La nouvelle arme est utilisée au combat pour la première fois le 15 septembre 1916 pendant la bataille de Flers-Courcelette, lorsque quarante-neuf Mark I sont chargés de mener l’attaque devant s’emparer des villages susnommés. Du fait de nombreuses pannes, de la difficulté de se repérer dans la nuit et d’une mobilité sur le champ de bataille moins bonne que prévu, seuls neuf chars parviennent jusqu’aux objectifs, où ils sèment la panique et causent d’importants dommages aux troupes allemandes. Une dizaine de jours plus tard, le 26 septembre, un tank parvient à s’emparer seul d’une position fortifiée allemande près de Gueudecourt et son équipage fait environ trois cents prisonniers.
En dépit de ces quelques succès, de nombreux points négatifs noircissent le tableau : le bruit et le nuage de fumée qui émane des chars en mouvement rend impossible l’obtention de l’effet de surprise, le blindage n’arrête pas toujours les balles, la maniabilité est faible et surtout la fiabilité est si mauvaise qu’il ne reste après quelques jours presque aucun véhicule en état de marche.
En janvier 1917, huit chars sont envoyés à l’Egyptian Expeditionary Force qui doit attaquer les Turcs par la Palestine. Ils sont employés pour la première fois en avril dans la région de Gaza, mais les résultats sont dans l’ensemble peu satisfaisants, en partie en raison du mauvais usage qui en est fait par un état-major inexpérimenté dans l’utilisation de ce type d’arme. Le taux d’attrition du aux pannes est par ailleurs encore plus élevé qu’en Europe en raison des conditions climatiques et de l’action abrasive du sable.
Avec l’apparition des nouveaux modèles à partir de 1917, les Mark I encore en état de marche sont convertis pour d’autres usage, comme transport de munitions et de matériel aux lignes avancées ou comme véhicule radio. Certains servent aussi pour des expériences, par exemple pour tester des chenilles permettant d’escalader un brise-lames dans l’éventualité d’une opération amphibie, ou encore pour expérimenter les concept de pont mobile ou de véhicule de déminage.

## Caractéristiques

### Motricité

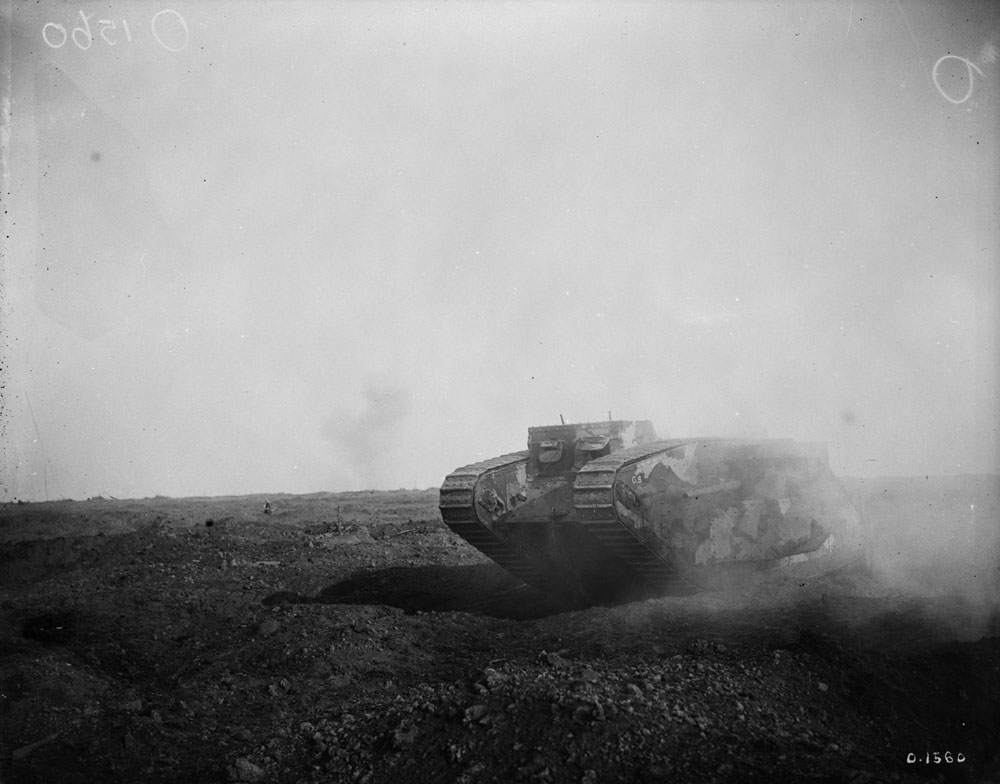
Un Mark I à Ypres en juillet 1917.

Il est propulsé par un moteur à essence de 105 ch. Le réservoir contient 350 litres de carburant. Il faut 100 litres d'eau pour le refroidissement du moteur, 15 kg de graisse, 10 litres d'huile pour boîte de vitesses et 50 litres d'huile pour lubrifier le moteur.
Ce moteur est placé dans le même habitacle que l'équipage, qui respire un mélange malsain de  monoxyde de carbone et de vapeurs d'essence, d'huile et de cordite des munitions. La température peut y atteindre 52 °C.

### Protection
Le Mark I est protégé par des plaques d’acier durci faisant généralement 6 mm, à l’exception de quelques points considérés comme particulièrement vulnérables qui bénéficient d’une épaisseur de 10 mm.
Dans la crainte que plusieurs grenades attachées ensembles et lancées sur le toit puissent détruire le char, un dispositif de protection est étudié à partir de juin 1916. Celui-ci prend finalement la forme d’une plaque d’acier perforée de quatre millimètres d’épaisseur montée sur des supports la plaçant à trente centimètres du toit à la manière d’un blindage espacé. Bien que fabriqué, le système n’est toutefois pas monté sur les chars en usine. Un système alternatif est alors mis en place au sein de la compagnie C : plus simple, il s’agit d’un toit fabriqué avec du grillage et dont la pente doit permettre de dévier les grenades vers les côtés.

### Armement
Le Mark I existe en deux versions, qui diffèrent principalement par leur armement. La version dite Male est celle directement issue du prototype et est principalement armée de deux canons de 6-pdr d’un calibre de 57 mm disposés dans des casemates latérales. L’emport en munition pour ces armes est de 334 obus. L’armement secondaire est constitué de trois mitrailleuses Hotchkiss M1909 Benét–Mercié de calibre .303 British, une tirant vers l’avant et utilisé par le chef de char ou le conducteur tandis que les deux autres se trouvent dans chacune des casemates latérales.
Sur la version dite Female les casemates sont modifiées de manière à être armées de deux mitrailleuses Vickers à la place des canons.

### Équipage
Quatre des huit membres d'équipage sont chargés du pilotage et du maniement des trois boîtes de vitesse (une pour le moteur et une pour chaque chenille). La vitesse ne dépasse pas celle d'un homme au pas. Le char tourne en faisant varier la vitesse des chenilles, ainsi que grâce à deux grandes roues placées à l'arrière, qui peuvent être bloquées avec un câble pour le faire pivoter (ce système peu efficace a été abandonné pour les modèles suivants).
Pour protéger le visage des membres d'équipage des éclats de métal qui se détachent de l'habitacle sous les impacts du feu ennemi, on introduisit une visière de protection en maille d'acier fixée à un masque de cuir, qui fut cependant peu utilisé car peu pratique et étouffant dans un espace déjà surchauffé.

## Variante
L’enlisement du front étant en partie attribué à l’impossibilité de déployer suffisamment vite de l’artillerie lourde pour protéger le territoire conquis, ce qui l’expose à être repris par une contre-attaque, les Britanniques cherchent au début de l’année 1916 à résoudre ce problème. Walter Wilson et le major John Greg commencent ainsi à travailler le 7 mars 1916 sur la mise au point d’un véhicule chenillé et blindé pouvant porter une pièce d’artillerie.
Bien que le véhicule soit prêt dès le mois d’avril et attendu sur le front, divers conflits internes au War Office retardent sa mise en production : le prototype n’est testé qu’en janvier 1917 et la production autorisée le 29 mai 1917. Lorsque les premiers exemplaires arrivent enfin sur le front en juillet 1917 la situation a changé et ils sont davantage utilisés comme transports de munitions plutôt que comme porteurs d’artillerie. Cinquante exemplaires sont produits au total et les survivants sont convertis à partir du printemps 1918 en véhicule de dépannage. Une version améliorée basée sur le Mark IV est prévue, mais ne dépasse pas le stade de la maquette.
Le véhicule, nommé Mark I Gun Carrier, reprend les composants moteur du Mark I. Son profil est toutefois bien plus bas et la partie arrière est couverte par une grande structure blindée rectangulaire, tandis que la moitié avant du véhicule est ouverte sur le dessus. Il est possible d’installer à cet endroit une pièce d’artillerie lourde standard, un BL 60-pounder gun (en) ou un BL 6-inch 26 cwt howitzer (en), en retirant simplement les roues de l’affût, tandis que la casemate sert à abriter les munitions et les artilleurs.

## Exemplaire survivant
Le seul Mark I original ayant survécu à la guerre se trouve au Bovington Tank Museum, dans les collections duquel il se trouve depuis 1970. Son numéro de série n’ayant pas été identifié, son parcours pendant la guerre demeure très largement inconnu. Les seuls éléments établis est qu’il a été offert par l’armée britannique à Lord Salisbury en 1919 et que ce dernier l’a ensuite exposé à Hatfield House pour commémorer les essais qui y ont eu lieu en 1916. Le véhicule n’est pas tout à fait de son état d’origine, les canons manquants ayant notamment été remplacés par des pièces prélevées sur un Mark IV et maquillées pour ressembler à celles d’un Mark I.

### Caractéristiques techniques
| Modèle                        | Mark I Male                                                                          | Mark I Female                                                                        | Mark I Gun Carrier                                                                   |
| ----------------------------- | ------------------------------------------------------------------------------------ | ------------------------------------------------------------------------------------ | ------------------------------------------------------------------------------------ |
| Longueur hors-tout            | 9,91 m                                                                               | 9,91 m                                                                               | 13,11 m                                                                              |
| Longueur caisse               | 7,91 m / 8,05 m                                                                      | 7,91 m / 8,05 m                                                                      | 9,14 m                                                                               |
| Largeur                       | 4,19 m                                                                               | 4,19 m                                                                               | 3,35 m                                                                               |
| Hauteur                       | 2,43 m                                                                               | 2,43 m                                                                               | 2,84 m                                                                               |
| Masse en ordre de combat      | 28 448 kg                                                                            | 27 000 kg                                                                            | 34 000 kg                                                                            |
| Motorisation                  | 2 moteurs Daimler-Knight six cylindres en ligne et refroidissement par eau           | 2 moteurs Daimler-Knight six cylindres en ligne et refroidissement par eau           | 2 moteurs Daimler-Knight six cylindres en ligne et refroidissement par eau           |
| Puissance                     | 105 hp à 1 000 tours par minute                                                      | 105 hp à 1 000 tours par minute                                                      | 105 hp à 1 000 tours par minute                                                      |
| Puissance massique            | 3,7 bhp/t                                                                            | 3,7 bhp/t                                                                            | 2,9 hp/t                                                                             |
| Transmission                  | Boîte primaire (deux rapports avant et un arrière), boîte secondaire (deux rapports) | Boîte primaire (deux rapports avant et un arrière), boîte secondaire (deux rapports) | Boîte primaire (deux rapports avant et un arrière), boîte secondaire (deux rapports) |
| Largeur des chenilles         | 0,52 m                                                                               | 0,52 m                                                                               | 0,52 m                                                                               |
| Capacité en carburant         | 227,3 L                                                                              |                                                                                      |                                                                                      |
| Consommation en carburant     | 5,9 L/km                                                                             |                                                                                      |                                                                                      |
| Vitesse maximale              | 5,95 km/h                                                                            | 5,95 km/h                                                                            | 5,95 km/h                                                                            |
| Autonomie                     | 37,9 km (env. 6,2h)                                                                  | 37,9 km (env. 6,2h)                                                                  | env. 11h                                                                             |
| Franchissement largeur        | 3,05 m                                                                               | 3,05 m                                                                               |                                                                                      |
| Armement principal            | 2x canons de 6-pdr QF 57 mm L/40                                                     | 4 x mitrailleuses Vickers                                                            | 6in howitzer MkI ou 60-pdr 5in Field Gun MkII/L                                      |
| Munitions armement principal  | 332 obus (explosifs et perforants)                                                   |                                                                                      | 60 obus                                                                              |
| Armement secondaire           | 4 x Hotchkiss M1909 Benét–Mercié                                                     | 2 x Hotchkiss M1909 Benét–Mercié                                                     | 1 x mitrailleuse                                                                     |
| Munitions armement secondaire | 6 272 cartouches de .303 British                                                     |                                                                                      |                                                                                      |